# Исмаэль Абдуллатиф
Исмаэль Хасан Абдуллатиф (араб. إسماعيل عبد اللطيف‎; 11 сентября 1986, Мухаррак), также его называют Исмаил Латиф — бахрейнский футболист, игрок клуба «Аль-Халдия». Может сыграть как на позиции вингера, так и на позиции нападающего. Игрок национальной сборной Бахрейна. Лучший бомбардир в истории сборной Бахрейна

## Клубная карьера
Исмаил Латиф — воспитанник футбольной школы «Аль-Хала» из его родного города. За первую же команду дебютировал в 2004 году, всего же за три года проведённых в «Халат Бу Махере» он провёл за клуб 86 игр, в которых забил 37 мячей. Хорошая игра за скромный клуб привлекла внимание к нему известных бахрейнских клубов и в 2007 году он перешёл в «Бахрейн Риффа клуб» из города Риффа, в команде он провёл 2 сезона. С 2009 года играет за кувейтский клуб «Аль-Араби Аль-Мансурия» из Эль-Кувейта.

## Национальная карьера
С 2004 по 2007 годы он играл за молодёжную сборную Бахрейна. С 2007 он является основным игроком национальной сборной, с которой участвовал в Кубке Азии 2007 года.
Он славится высокой скоростью и прекрасными мячами. Во время матча против Саудовской Аравии 9 сентября 2009, в которой Бахрейн добился путёвки на стыковой матч со сборной Новой Зеландии он получил травму.
На кубке Азии 2011 игрок отметился покером в ворота сборной Индии. Эти 4 мяча помогли ему стать вторым бомбардиром турнира, уступив только южнокорейцу Ку Джа Чхолю.